# 鄭覲文
鄭覲文（1872年6月1日—1935年2月24日），字光裕，江蘇江陰人，大同樂會創辦人。

## 生平
少時喜歡絲竹樂，並學習琵琶和古琴。
1918年在上海創辦「琴瑟學社」，1919年更名為大同樂會，其宗旨為「以研究中西音樂歸於大同」，並延攬汪昱庭教授琵琶，蘇少卿、陳道安教京劇，楊子永教崑曲，自己則擔任樂務主任並教授琴瑟。
曾根據民間調查和文獻資料仿製各種古樂器，並進行樂器改革。著有《中國音樂史》，匯編《簫笛新譜》等。

## 著作
- 《鄭覲文集》，鄭覲文著，陳正生編，重慶市：重慶出版社，ISBN 9787229121891